# Palenquero
La comunidad palenquera en Colombia está conformada por los descendientes de los cimarrones que mediante actos de resistencia y de libertad, se refugiaron en territorios del Caribe Colombiano desde el Siglo XV en los denominados Palenques.
Existen tres (3) Palenques reconocidos:
- San Basilio de Palenque (Bolívar).
- Libertad (Sucre).
- San José de Uré (Córdoba).